# ウーメラ試験場
ウーメラ試験場（ウーメラしけんじょう、Royal Australian Air Force Woomera Test Range: RAAF WTR）とは、南オーストラリア州北西部に位置する、世界で最も広い陸上射撃場である。物理的な区域は、ウーメラ立入制限区域（Woomera Prohibited Area; WPA）に相当する。WTRは試験の設備、施設等を含んだ総称。

## 概要
面積は12.7万平方キロメートルで、イングランドの国土にほぼ匹敵する面積であり、日本の本州(22.8万平方キロメートル)の半分より少し大きいほどの面積である。WTRはオーストラリア連邦政府から、オーストラリア国防軍の演習場に指定され、国防省に管理されている。オペレーションも含めたWTRの管理は、オーストラリア空軍の航空宇宙運用支援グループ（Aerospace Operational Support Group;AOSG）の責任で行われている。
WTRの南東の角に位置するウーメラ村とウーメラ飛行場（Woomera Airfield）は試験活動のさまざまなサポートサービスを供給する。
また、WTRの試験活動の中心的地域であるウーメラ・レンジヘッド（Woomera Rangehead）はウーメラ村から約40キロメートル北西のクーリミルカ（Koolymilka）に位置する。
1953年、イギリス軍が開発した地対空ミサイルの試験が行われた。
1967年11月29日にはスパルタロケットによってオーストラリア初の人工衛星「WRESAT」が打ち上げられた。
1971年10月28日にはイギリス国防省がブラックアローロケットを用いて人工衛星「プロスペロ」を打ち上げた。これによってイギリスは世界で6番目の自力人工衛星打ち上げ国となった。

## その他
WTRは民間や商業的な非軍事の試験プログラムにも使われる。
1996年、宇宙開発事業団（NASDA）と航空宇宙技術研究所（NAL）（現在は両者統合して宇宙航空研究開発機構 (JAXA)） が、小型自動着陸実験機（ALFLEX） の飛行実験を行っている。さらにJAXAは、2002年（当時NAL）と2005年に小型超音速実験機（NEXST-1）の飛行実験を行っている。
2010年6月13日には、小惑星イトカワのサンプルを採取したJAXAの小惑星探査機「はやぶさ」（MUSES-C）のカプセル着地点となった。2020年12月6日には後継機の「はやぶさ2」のカプセルも着地した。
また、日本の大学も参加しているガンマ線天体物理学のための国際協力実験であるCANGAROO（Collaboration of Australia and Nippon for a GAmma Ray Observatory in the Outback）プロジェクトの望遠鏡が設置され、観測が継続されている。